# قمبريط عثكولي

الثمرة

قمبريط عثكولي (الاسم العلمي:Combretum paniculatum) هو نوع من النباتات يتبع جنس القمبريط من الفصيلة القمبريطية.